# Cité de Chelmsford
La Cité de Chelmsford (en anglais : City of Chelmsford) est un district non métropolitain de l'Essex, en Angleterre.
Il porte le nom de sa principale ville, Chelmsford, qui est également la capitale de l'Essex. Le 1er juin 2012, Chelmsford a reçu le statut de Cité à l'occasion du Jubilé de diamant d'Élisabeth II.
Le district a été créé le 1er avril 1974, à partir du borough de Chelmsford et de la majeure partie du district rural de Chelmsford.

## Source
- (en) Cet article est partiellement ou en totalité issu de l’article de Wikipédia en anglais intitulé « City of Chelmsford » (voir la liste des auteurs).